# 天主教马卡帕教区
天主教馬卡帕教區（拉丁語：Dioecesis Macapensis），是巴西一個天主教教區，位於北部阿馬帕州（座堂位於州府馬卡帕）。屬貝倫總教區。
1949年2月1日設自治監督區，1980年10月30日升為教區。2004年有教友279,000人，佔總人口82.3%。有廿一個堂區、司鐸四十人。現任教區主教為伯多祿·若瑟·康提。